# Rudí ďáblové

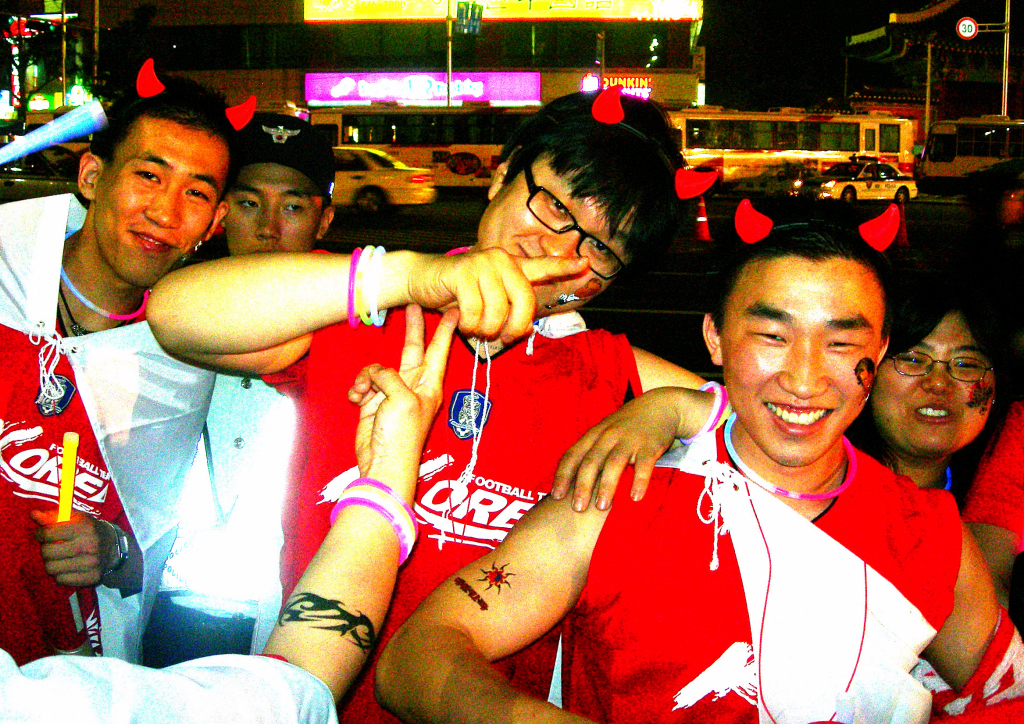
Rudí ďáblové

Rudí ďáblové (korejsky 붉은악마) je oficiální fanouškovská skupina jihokorejského národního fotbalového týmu. Dne 13. února 2007 oficiálně oznámila, že pozastaví veškeré své další aktivity.